# Kévé
Kévé – miasto w Togo, w regionie Maritime.